# Triakis scyllium
Requin-chien à bandes
Espèce
Statut de conservation UICN

 LC  : Préoccupation mineure
Triakis scyllium, le requin-chien à bandes, est une espèce de requins vivant dans le nord-ouest de l'océan Pacifique. Il peut mesurer de 1,2 à 1,5 mètre de long.